# Blackstone (Virginia)
Blackstone è un comune degli Stati Uniti d'America, situato nello Stato della Virginia, nella Contea di Nottoway.